# Schubertiade d’Espace 2
La Schubertiade d’Espace 2, chaîne de radio suisse culturelle publique, est un festival musical qui a lieu tous les deux ans depuis 1978 dans une ville de Suisse romande. Elle est une déclinaison des Schubertiades. 

## Origine
André Charlet (1927-2014) parlait à ses amis de la peine qu’il éprouvait à l’égard d’un Franz Schubert décédé à l’âge de 31 ans. C’est lors des 150 ans de sa mort qu’il lança une Schubertiade, à l’image de ce que Schubert faisait avec ses amis en jouant ses œuvres dans des salons, ou même sur des chars attelés dans la campagne environnant Vienne. Charlet y était sensible en raison de ses séjours viennois. Sa formation d’enseignant et de chef de chœur l’avait conduit à diriger plusieurs chœurs, en particulier la Chorale du Brassus (chœur d’hommes), le Chœur Pro Arte de Lausanne et le Chœur de la Radio suisse romande. En 1956, il était devenu responsable des émissions chorales à la Radio, sur la chaîne qui deviendra Espace 2.
La première Schubertiade de 1978 fut un succès inattendu : une seule journée avec beaucoup d’interprètes émergents en Suisse romande – tous des amis, sur une colline, avec un château. André Charlet avait tenu par conviction que ce dimanche 9 juillet commence par la transmission radiodiffusée de la messe et du culte protestant, sur un podium à l’abri d’une forte pluie, tandis que « la journée allait en s’illuminant jusqu’aux accents magiques de La Belle Meunière dans la cour du château »[réf. nécessaire].

## Organisation
Depuis 1978, la Schubertiade a voyagé dans tous les cantons de Suisse romande et développé des projets qui dépassent le cadre du concert classique traditionnel[réf. nécessaire]. La démarche initiale de partager la musique avec un très large public n’a pas changé. Soutenue par une Association des Amis de la Schubertiade, qui aide à son financement et à son rayonnement, la manifestation est organisée par la Radio Télévision Suisse, qui crée un partenariat étroit avec la ville d’accueil, totalement impliquée dans l’organisation[réf. nécessaire].
De ville en ville, généralement tous les deux ans, la Schubertiade, largement relayée par la chaîne musicale d’Espace 2, et parfois par les chaînes d’autres régions du pays[réf. nécessaire], transforme durant un week-end[réf. nécessaire] une ville d’un canton romand en capitale musicale. Elle est, selon la Radio suisse romande, « la manifestation de musique classique la plus populaire de Suisse ».

## Messe allemande
Le sommet de chaque Schubertiade est la Messe allemande (Deutsche Messe D872) de Schubert le dimanche à midi[réf. nécessaire] avec une foule chantante réunissant des centaines voire des milliers de personnes. Elles étaient notamment près de 4 000 en 2022 à Fribourg,. 
La direction de ce concert, toujours radiodiffusé, est assurée depuis 2013 par le chef Pascal Mayer, qui a pris le relais du fondateur André Charlet.

## Chronologie

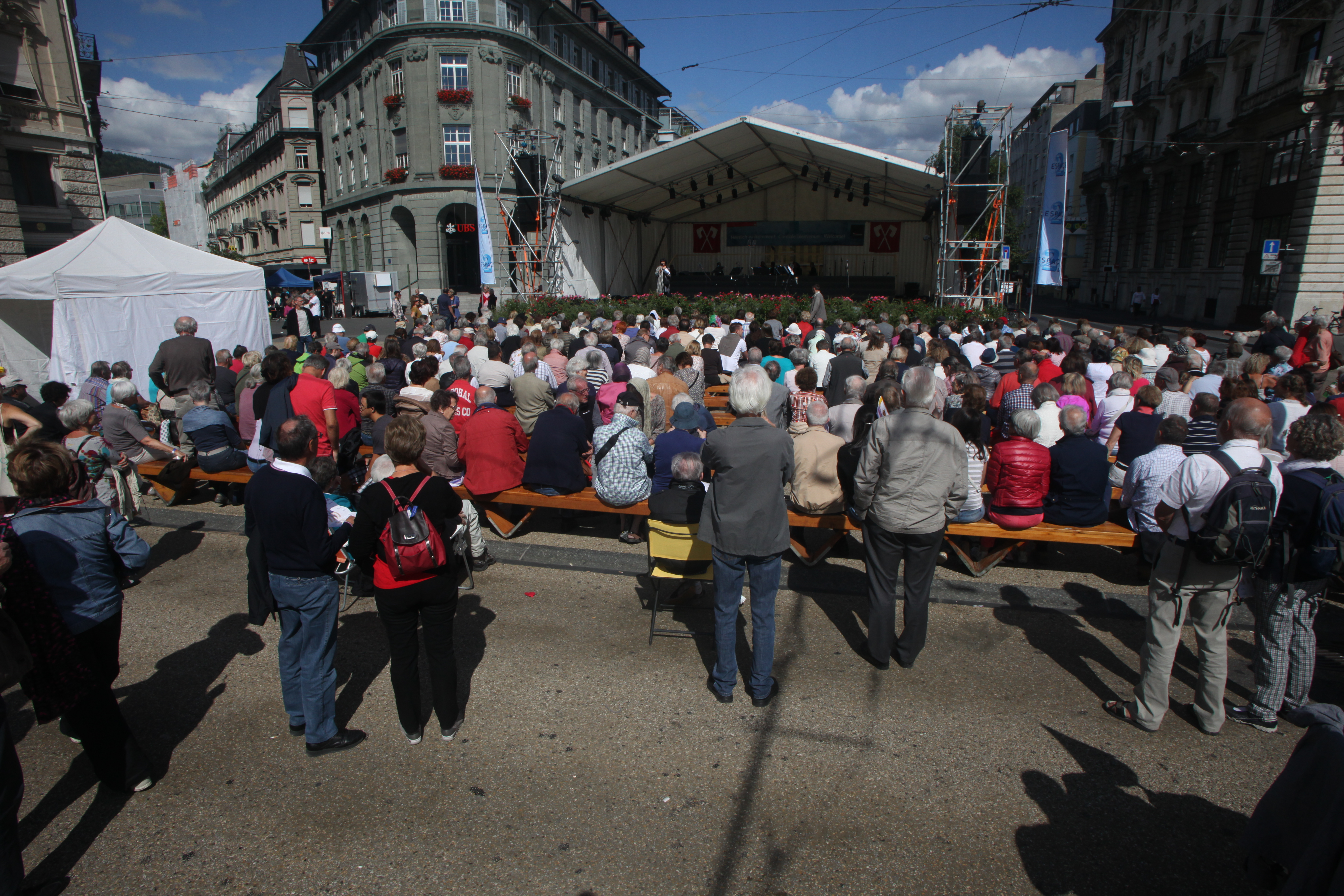
Concert de la Schubertiade à Bienne en 2015.

- Champvent (VD) : 9 juillet 1978, 4000 spectateurs[10]
- Moudon (VD) : 28 et 29 juin 1980[11]
- Estavayer-le-Lac (FR) : 11 et 12 sept. 1982[12],[13],[14]
- La Neuveville (BE) : 7 au 9 sept. 1984[15]
- Morges (VD) : 12 au 14 sept. 1986, 15 000 à 20 000 spectateurs[16]
- Bulle (FR) : 1er au 4 sept. 1988, 90 concerts[17]
- Sion (VS) : 7 au 9 sept. 1990, 20 000 spectateurs[18]
- La Chaux-de-Fonds (NE) : 4 au 6 sept. 1992, 20 000 spectateurs[10]
- Vevey (VD) : 9 au 11 sept. 1994, 169 concerts[10],[19], 30 000 spectateurs[20]
- Carouge (GE) : 13 au 15 sept. 1996, 35 000 spectateurs[21]
- Delémont (JU) : 5 et 6 sept. 1998[22], 200 concerts[23]
- Lausanne – Ouchy (VD) : 1er au 3 sept. 2000[24]
- Martigny (VS) : 5 au 7 sept. 2003[25]
- Neuchâtel (NE) : 3 et 4 sept. 2005[26]
- Fribourg (FR) : 1er et 2 sept. 2007, 188 concerts et 45 000 spectateurs[27],[28]
- Payerne (VD) : 5 et 6 sept. 2009[29], 165 concerts en salle et 45 000 spectateurs[30]
- Porrentruy (JU) : 3 et 4 sept. 2011[31], 190 concerts et 12 000 spectateurs[32]
- Monthey (VS) : 7 et 8 sept. 2013[9], plus de 200 concerts et plus de 13 000 spectateurs[33]
- Bienne (BE) : 5 et 6 sept. 2015[34], 150 concerts et 14 000 spectateurs[35]
- Yverdon-les-Bains (VD) : 9 et 10 sept. 2017, 150 concerts et 13 000 spectateurs[36],[37]
- Fribourg (FR) : 3 et 4 septembre 2022, 160 concerts et 14 000 spectateurs[7]